# 1874年阿拉巴马州州长选举
1874阿拉巴马州年州长选举于1874年11月3日举行，选举阿拉巴马州州长。现任州长共和党人大卫·P·刘易斯竞选连任失败，败给了民主党前美国众议院议员乔治·S·休斯顿。这次选举结束了当地民主党和共和党激烈竞争的时代，开启了民主党在州长级别选举的112年连胜纪录。

## 大选
现任州长大卫·P·刘易斯曾是一名民主党人，在美国内战前夕，他代表劳伦斯县参加了州脱离联邦大会，投票反对脱离联邦，但最终担任了邦联临时国会的立法议员；在加入共和党之前，他曾担任1868年民主党全国代表大会的阿拉巴马州代表:241。刘易斯是一位重新赋予曾在邦联服役的“孱崽子”选举权的倡导者:242–248，并且是阿拉巴马州的长期居民，因此在上一届选举中被选为共和党候选人。然而，在他任职期间，共和党各派系之间关系紧张，特别是在民权和重建问题上的争论开始升温，三K党的政治暴力开始针对该党的许多选民。
民主党候选人是乔治·S·休斯顿，他曾是该州的众议员和参议员，在脱离联邦时支持联邦，但在内战期间留在阿拉巴马州，尽管他没有参加战斗；他被选中同样是为了吸引更广泛的联盟，其中包括对刘易斯政府不满的联邦主义者。民主党自诩为“救赎者”，他们将恢复白人的统治地位并消除共和党的腐败。
在民权和重建问题上的相对团结使民主党处于有利地位；这些问题占据主导地位，但共和党在这些问题上存在分歧，再加上选民恐吓和欺诈，民主党获得了胜利。此后很长一段时间里共和党人一直未能担任州长，直至1986年选举获胜，结束了该州民主党长期主导的局面，共和党开始连续赢得州长选举:240。

### 选举日大屠杀
选举日当天，巴伯县尤福拉附近发生了一起引人注目的选举暴力事件，随后蔓延至当时正在计票的斯普林希尔；莫比尔县也发生了类似事件。在这两起事件中，许多黑人选民都逃离了投票站，民主党赢得了这两个县。:97

### 选举结果
| 党派 | 党派               | 候选人                | 得票数  | 百分比  |
| ---- | ------------------ | --------------------- | ------- | ------- |
|      | 民主党             | 乔治·S·休斯顿         | 107,118 | 53.28%  |
|      | 共和党             | 大卫·P·刘易斯（现任） | 93,928  | 46.72%  |
| 合计 | 合计               | 合计                  | 201,046 | 100.00% |
|      | 民主党從共和黨赢得 |                       |         |         |

民主党在该州主导地位的开启也导致黑人失去他们所获得的权利，并导致该州开始实行种族隔离。选举后不久，该州通过了一部新宪法，规定学校实行事实上的种族隔离，并通过人头税为每个种族的学校设立资金，这导致许多地区缺乏黑人学校。监狱也需要隔离，禁止跨种族婚姻和性行为的法律仍然有效；然而，黑人选举权基本保持不变。:193–194到了19世纪80年代，人们认为崛起的人民党对民主党统治地位构成了威胁，导致民主党再次采取了类似了前几年针对共和党的恐怖和欺诈行动，只是这一次的目标是黑人和贫穷的白人公民；进一步的法律被通过，以执行种族隔离和白人主导地位，包括更严格的流浪法和工作合同法:194–196。1901年，新宪法出台，其明确目标是“在联邦宪法规定的限度内”建立白人至上制度；这部宪法通过设立财产要求、读写测试和累积人头税等规定，事实上剥夺了黑人和许多贫穷白人的选举权:295–296:72–75。